# Natur og Ungdom
Natur og Ungdom (NU, em português: Natureza e Juventude; em inglês: Nature and Youth, também conhecida como Young Friends of the Earth Norway) é uma organização não governamental norueguesa que luta por menores emissões de gases do efeito estufa e a preservação da natureza na Noruega. A organização tem mais de 7 000 membros espalhados em cerca de 70 locais na Noruega, que trabalham em questões ambientais como a produção de petróleo em Lofoten, Vesterålen e Senja, a biodiversidade, energia eólica e outras questões como tarifação de congestionamento e transporte público. Entre as ações realizadas pela organização estão desobediência civil e operações sobre a imprensa.
A NU é a organização de jovens da Conservação da Natureza da Noruega e é independente politicamente e religiosamente, conforme estabelecida na seção 2.2 dos estatutos.

## História
A Natur og Ungdom foi fundada em 18 de novembro de 1967, após a fusão da Associação Norueguesa Juvenil Biológica e da Associação de Conservação da Natureza da Escola da Catedral de Oslo. A organização tornou-se um ponto de encontro para jovens preocupados com a biologia e com a política de conservação da natureza.
Desde a sua criação, a organização se destacou, entre outras coisas, pela oposição às usinas nucleares, à adesão da Noruega à UE e a favor à construção de usinas a gás natural. A organização procurou ser particularmente visível na luta contra a extração de petróleo em Lofoten, Vesterålen e Senja, e está trabalhando ativamente para construir novas energias renováveis e uma indústria ambientalmente amigável.

## Campanhas

### Produção de petróleo
No início da era do petróleo, as descargas no mar atraíram grande parte da atenção da organização, mas gradualmente elas se concentraram em uma perspectiva climática mais ampla. A luta para impedir a abertura de novas áreas marinhas tem sido central, e desde 2000 há a criação das chamadas Petroleumsfrie områder (PFO, em português: Áreas Livres de Petróleo), especialmente nas áreas marinhas de Lofoten, Vesterålen e Senja e no Mar de Barents.

### Energia eólica
Dado que o mundo precisa de mais energia renovável para reduzir as emissões de gases de efeito estufa, a Natur og Ungdom favorece positivamente a energia eólica, mas sob certas condições, entre outras coisas, considera-se importante avaliar a necessidade de energia renovável em relação a qualquer intervenção natural que implique uma nova produção de energia. A organização envia declarações de consulta às autoridades responsáveis pela energia, onde relata suas avaliações em torno de parques eólicos. Isso resulta em uma recomendação para dizer sim ou não a um projeto solicitado.

### Usina a gás
A construção de usinas a gás tem sido uma questão política controversa na Noruega. A Natur og Ungdom é a favor da construção de usinas a gás com gerenciamento de CO2. Grande parte do movimento ambiental internacional se opôs à purificação da energia do gás. Muitas vezes, são feitas referências à falta de garantias para a segurança do armazenamento e que o gerenciamento de CO2 pode ajudar a prolongar a vida útil dos combustíveis fósseis.

### Usina nuclear
Embora a energia nuclear tenha sido destacada como uma fonte de energia livre de emissões que pode ajudar a resolver o problema climático, a NU se opõe à construção de tais fontes de energia na Noruega. Segundo a organização, é impossível garantir o armazenamento seguro de resíduos radioativos por milhares de anos. Além disso, há risco de acidentes.

A NU estabeleceu sua colaboração com as organizações ambientais de jovens Priroda i Molodezh (PiM) em Murmansk e Aetas em Arkhangelsk, na Rússia. As organizações colaboram há muito tempo contra a energia nuclear, mas desde o final dos anos 2000 também começaram a colaborar em outras questões de política ambiental.

### União Europeia
A NU é contra a adesão da Noruega à UE. Os motivos para isso variaram ao longo do tempo, mas os principais motivos foram:
- Possibilidade de formular política ambiental nacional própria.
- A oportunidade de ter uma voz independente nas negociações internacionais.

## Prêmios
Juntamente com Greta Thunberg, a Nature and Youth recebeu o Prêmio Fritt Ord em 2019. Thunberg doou sua parte do prêmio em dinheiro (250 000 kr) para apoiar o caso de ação climática do Greenpeace e da Natur og Ungdom em relação à extração de petróleo no Ártico.

## Liderança
O líder da Natur og Ungdom é eleito na reunião nacional por um período de um ano, por recomendação do comitê de nomeação. O líder da organização é também o líder do conselho central e do conselho nacional.

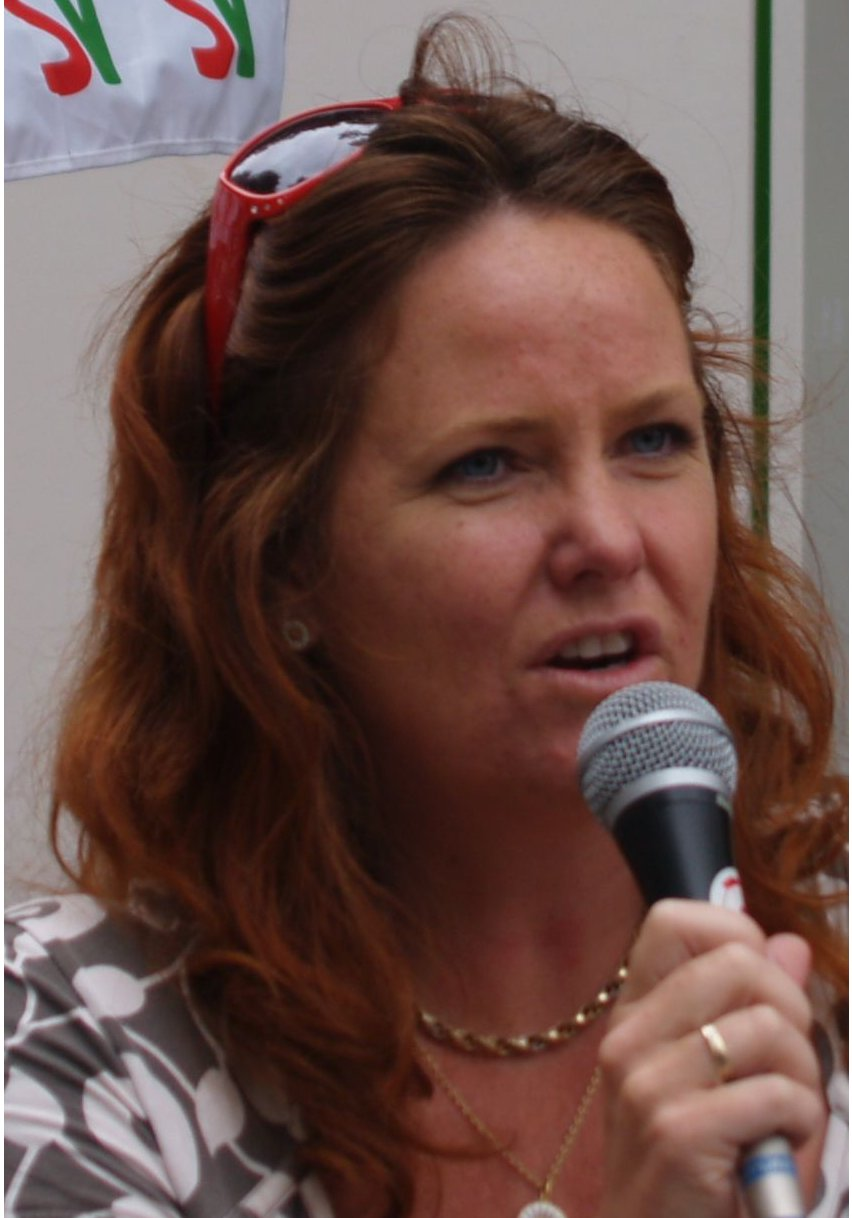
Heidi Sørensen (1993–1994)
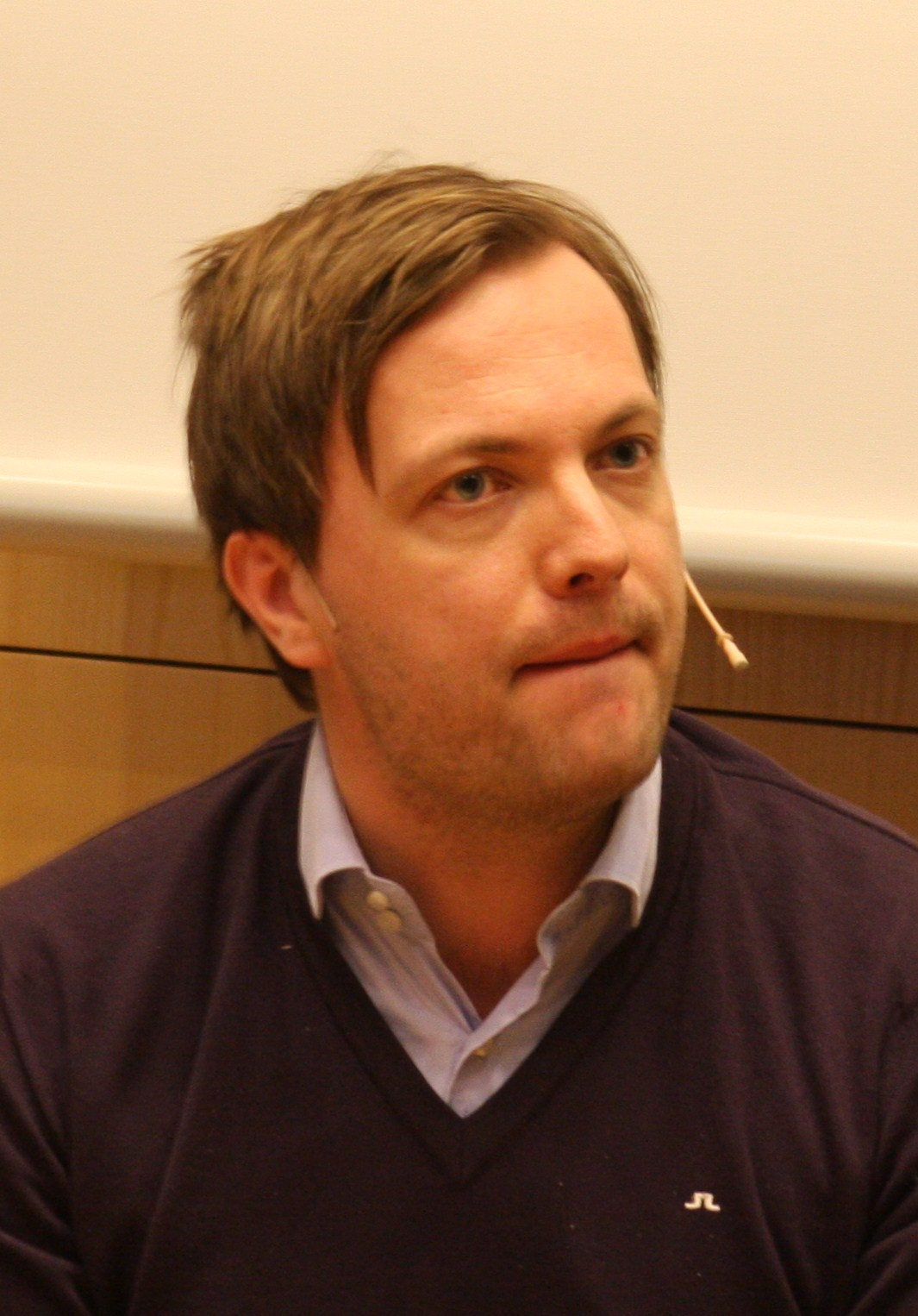
Einar Håndlykken (1999–2000)
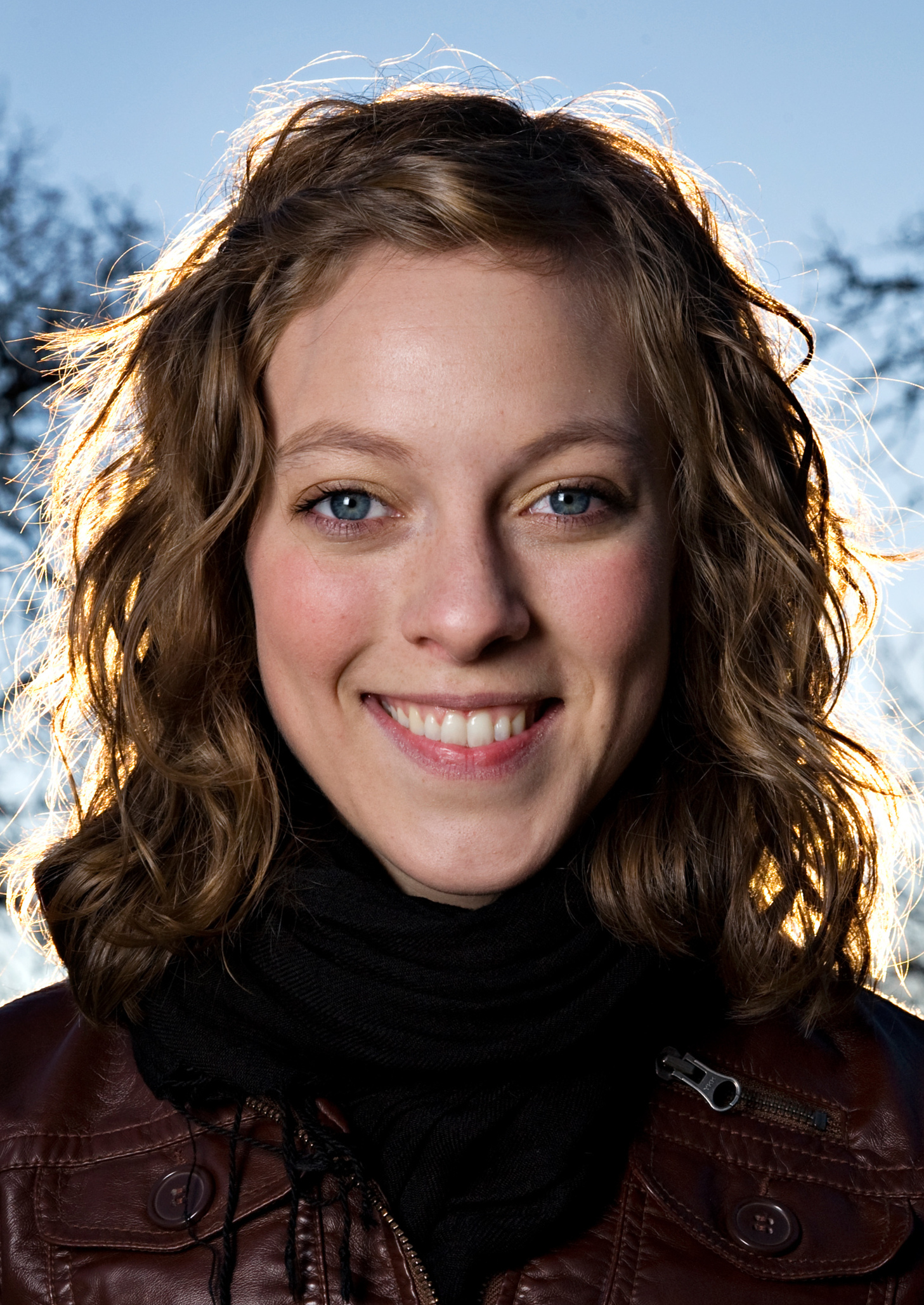
Ingeborg Gjærum (2008–2009)
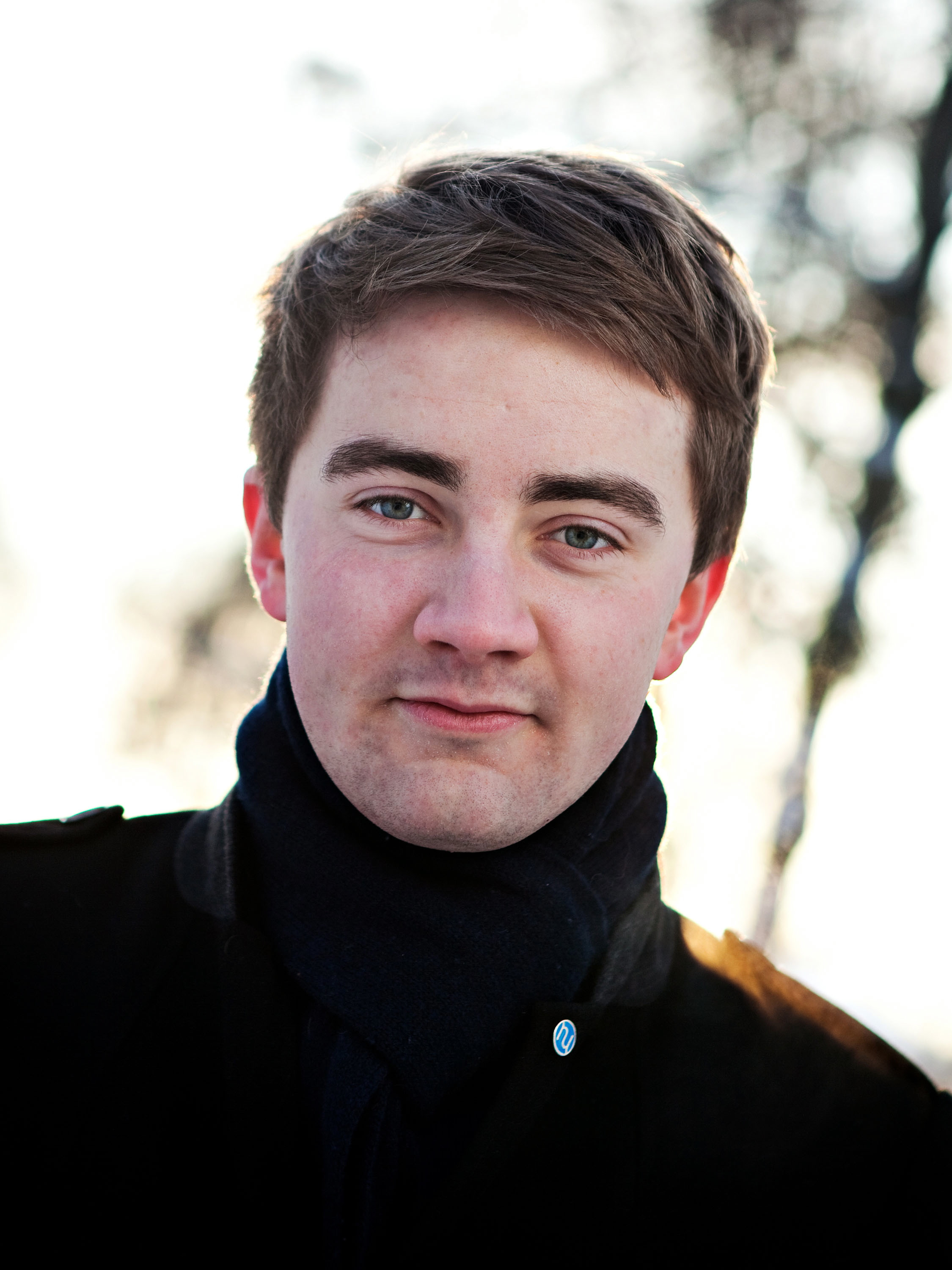
Ola Skaalvik Elvevold (2010–2011)
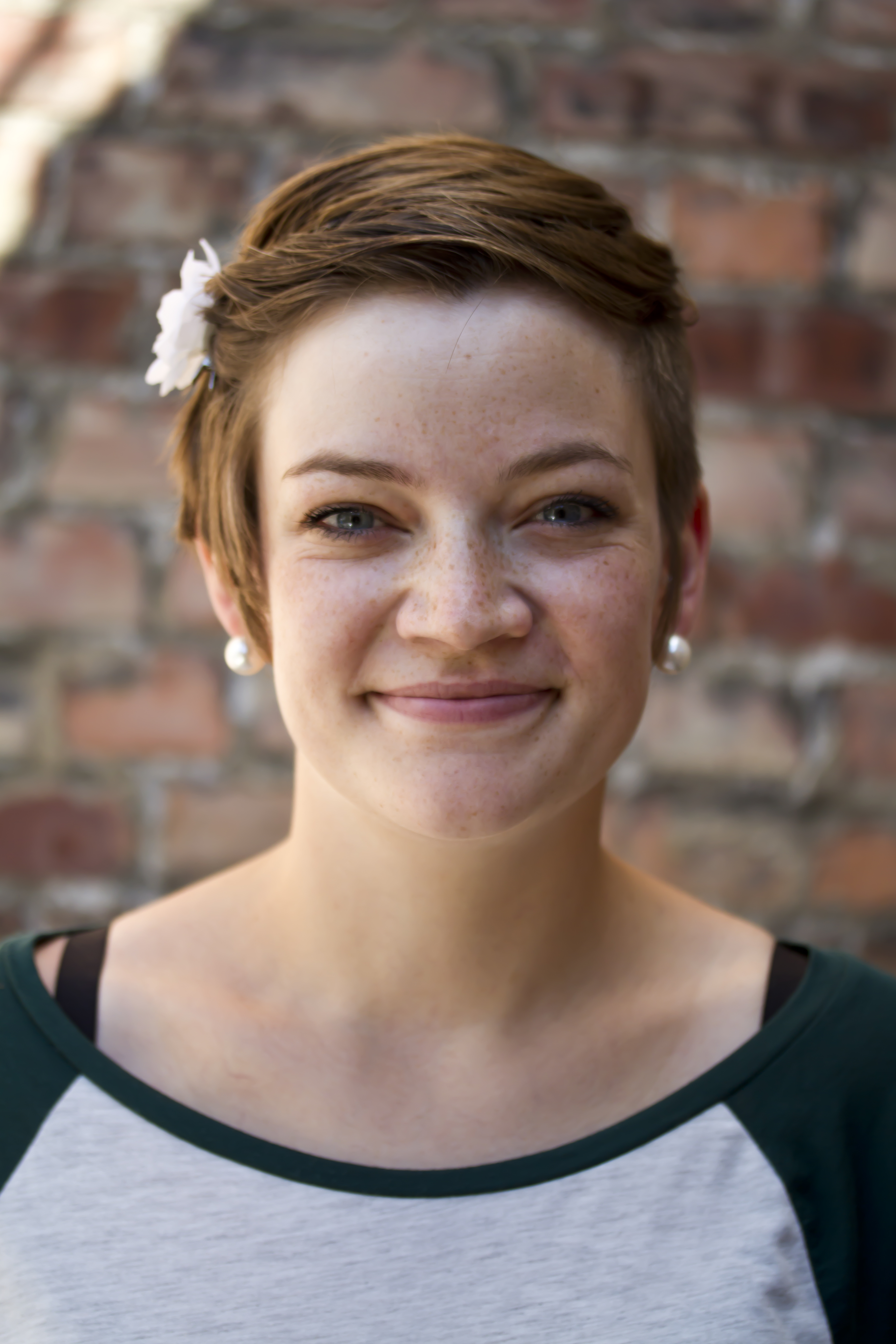
Silje Ask Lundberg (2012–2013)
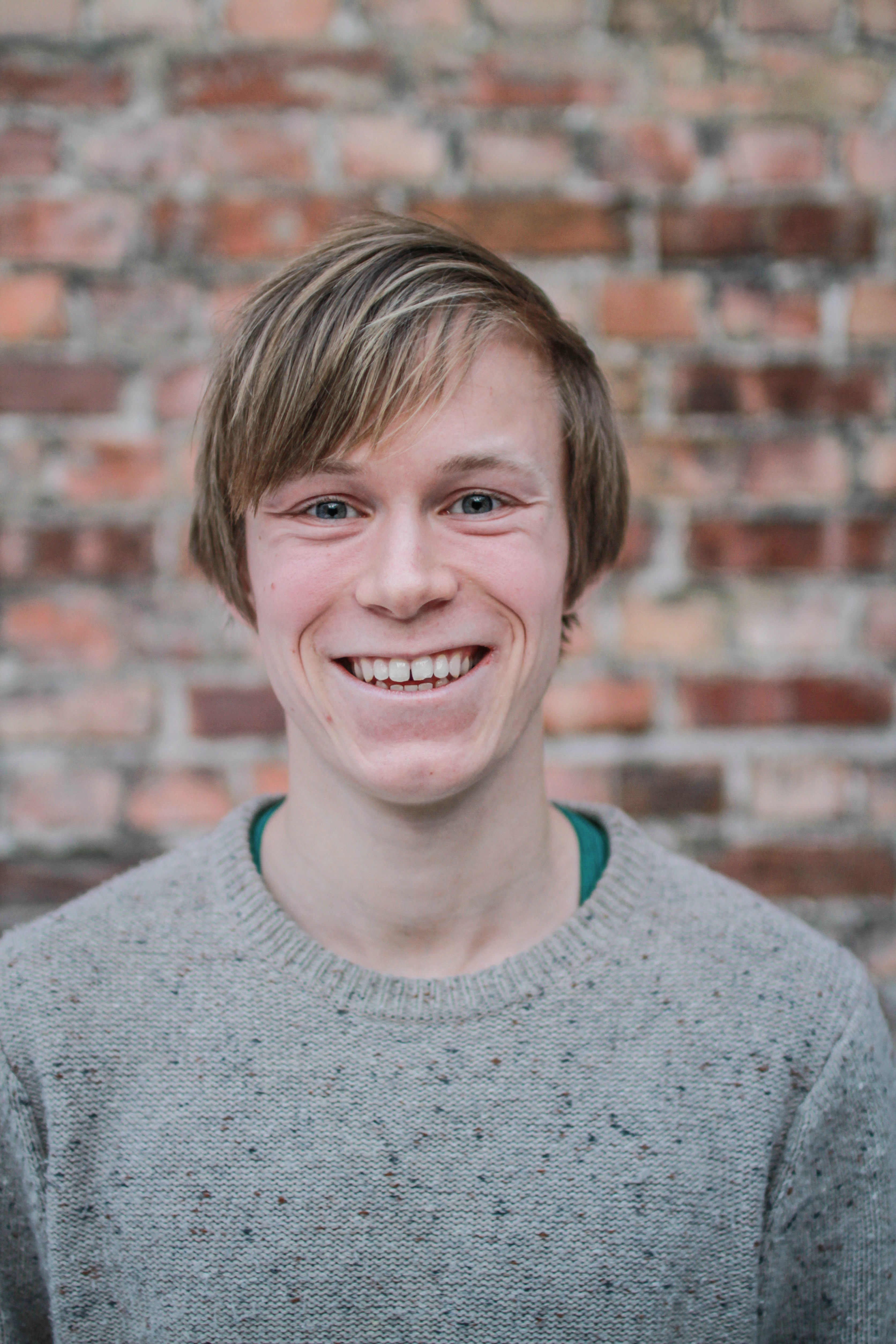
Gaute Eiterjord (2018-)

| Nome                     | Período   |
| ------------------------ | --------- |
| Knut Skedsmo             | 1967      |
| Knut Skedsmo/Willy Klein | 1968      |
| Geir Tveit               | 1969      |
| —                        | 1970      |
| Tore Killingland         | 1971–1973 |
| Preben Ottesen           | 1974      |
| Espen Wæhle              | 1975      |
| Karen Johanne Baalsrud   | 1976      |
| Bjart Holtsmark          | 1977      |
| Trond Amundsen           | 1978      |
| Espen Koksvik            | 1979      |
| Grete Bæverfjord         | 1980      |
| Marit Smith              | 1981      |
| Haakon Vennemo           | 1982      |
| Inger Spangen            | 1983      |
| Stig Horsberg            | 1984      |
| Tom Christian Axelsen    | 1985–1986 |
| Marianne Gjørv           | 1987–1989 |
| Marit Nyborg             | 1989–1991 |
| Åsne Berre Persen        | 1991–1992 |
| Heidi Sørensen           | 1993–1994 |
| Lars Haltbrekken         | 1995–1996 |
| Silje Schei Tveitdal     | 1997–1998 |
| Einar Håndlykken         | 1999–2000 |
| Elin Lerum Boasson       | 2001–2002 |
| Ane Hansdatter Kismul    | 2003–2005 |
| Bård Lahn                | 2006–2007 |
| Ingeborg Gjærum          | 2008–2009 |
| Ola Skaalvik Elvevold    | 2010–2011 |
| Silje Ask Lundberg       | 2012–2013 |
| Arnstein Vestre          | 2014–2015 |
| Ingrid Skjoldvær         | 2016–2017 |
| Gaute Eiterjord          | 2018–     |

- Heidi Sørensen 
(1993–1994)
- Einar Håndlykken 
(1999–2000)
- Ingeborg Gjærum 
(2008–2009)
- Ola Skaalvik Elvevold
 (2010–2011)
- Silje Ask Lundberg
 (2012–2013)
- Gaute Eiterjord
 (2018-)